# Kisela lastreja
Kisela lastreja (glatka paprat, lat. Gymnocarpium dryopteris), vrsta papratnjače iz porodice Cystopteridaceae. Jedna je od dviju vrsta lastreja koje rastu u Hrvatskoj.
Rasprostranjena je po Europi, Aziji i Sjevernoj Americi. Voli sjenovita mjesta s humusom, umjereno bogatom dušikom. Ime vrste dryopteris, dolazi iz grčkog drus, hrast i pteris, paprat